# 穏城駅
穏城駅（オンソンえき、おんじょうえき）は、朝鮮民主主義人民共和国咸鏡北道穏城郡に位置する朝鮮民主主義人民共和国鉄道省咸北線の駅である。集中貨物駅として、近隣にある南陽駅を経由して中華人民共和国との間で輸出入される各種の貨物を取り扱っている。

## 歴史
- 1932年11月1日：開業[2]。

## 隣の駅
朝鮮民主主義人民共和国鉄道省
咸北線
世仙駅 - 穏城駅 - 豊仁駅